# Zachvatkinella doryura
Zachvatkinella doryura är en kvalsterart som beskrevs av Lange 1972. Zachvatkinella doryura ingår i släktet Zachvatkinella och familjen Acaronychidae. Inga underarter finns listade i Catalogue of Life.